# Nebula Award
De Nebula Award is een prijs die elk jaar wordt toegekend door de Science Fiction and Fantasy Writers of America (SFWA) voor de beste sciencefictionverhalen die in de Verenigde Staten in de twee voorgaande jaren zijn gepubliceerd.
Hoewel er geen prijzengeld aan de Nebula verbonden is, leidt deze blijk van waardering door collega-schrijvers vrijwel zeker tot hogere verkoopcijfers, net zoals de Hugo Award. Uitgevers vermelden dan ook steevast dat een werk de Nebula heeft gewonnen.

## Categorieën
De Nebula wordt toegekend in de volgende categorieën:
- Novel: 40.000 woorden of meer
- Novella: 17.500 tot 40.000 woorden
- Novelette: 7500 tot 17.500 woorden
- Short story: tot 7500 woorden

## Winnaars

### Novel
- 2023: Babel, or the Necessity of Violence door R. F. Kuang
- 2022: A Master of Djinn door P. Djèlí Clark
- 2021: Network Effect door Martha Wells
- 2020: A Song for a New Day door Sarah Pinsker
- 2019: The Calculating Stars door Mary Robinette Kowal
- 2018: The Stone Sky door Nora K. Jemisin
- 2017: All the Birds in the Sky door Charlie Jane Anders
- 2016: Uprooted door Naomi Novik (nl: Ontworteld)
- 2015: Annihilation door Jeff VanderMeer (nl: Vernietiging)
- 2014: Ancillary Justice door Ann Leckie (nl: Het recht van de Radch (Imperial Radch, #1))
- 2013: 2312 door Kim Stanley Robinson
- 2012: Among Others door Jo Walton
- 2011: Blackout/All Clear door Connie Willis
- 2010: The Windup Girl door Paolo Bacigalupi
- 2009: Powers door Ursula K. Le Guin
- 2008: The Yiddish Policemen's Union door Michael Chabon (nl: De Jiddische politiebond)
- 2007: Seeker door Jack McDevitt
- 2006: Camouflage door Joe Haldeman
- 2005: Paladin of Souls door Lois McMaster Bujold
- 2004: The Speed of Dark door Elizabeth Moon
- 2003: American Gods door Neil Gaiman (nl: Amerikaanse Goden)
- 2002: The Quantum Rose door Catherine Asaro
- 2001: Darwin's Radio door Greg Bear
- 2000: Parable of the Talents door Octavia E. Butler
- 1999: Forever Peace door Joe Haldeman
- 1998: The Moon and the Sun door Vonda N. McIntyre
- 1997: Slow River door Nicola Griffith
- 1996: The Terminal Experiment door Robert J. Sawyer (nl: De god in de machine)
- 1995: Moving Mars door Greg Bear (nl: Meesters van Mars)
- 1994: Red Mars door Kim Stanley Robinson (nl: Mars De Rode Planeet (Mars Trilogy, #1))
- 1993: Doomsday Book door Connie Willis  (nl: Zwarte winter)
- 1992: Stations of the Tide door Michael Swanwick
- 1991: Tehanu: The Last Book of Earthsea door Ursula K. Le Guin (nl: Tehanu (Aardzee, #4))
- 1990: The Healer's War door Elizabeth Ann Scarborough
- 1989: Falling Free door Lois McMaster Bujold
- 1988: The Falling Woman door Pat Murphy
- 1987: Speaker For the Dead door Orson Scott Card (nl: Spreker voor de doden (Ender, #2))
- 1986: Ender's Game door Orson Scott Card (nl: Ender's Game (Ender, #1))
- 1985: Neuromancer door William Gibson (nl: Zenumagiër)
- 1984: Startide Rising door David Brin (nl: Strijd tussen de Sterren (The Uplift Saga, #2))
- 1983: No Enemy But Time door Michael Bishop
- 1982: The Claw of the Conciliator door Gene Wolfe (nl: De Klauw van de Middelaar (Het Boek van de Nieuwe Zon #2))
- 1981: Timescape door Gregory Benford
- 1980: The Fountains of Paradise door Arthur C. Clarke (nl: De fonteinen van het paradijs)
- 1979: Dreamsnake door Vonda N. McIntyre (nl: Droomslang)
- 1978: Gateway door Frederik Pohl (nl: Gateway (Heechee serie, #1))
- 1977: Man Plus door Frederik Pohl (nl: Mens plus)
- 1976: The Forever War door Joe Haldeman (nl: De eeuwige oorlog)
- 1975: The Dispossessed door Ursula K. Le Guin (nl: De ontheemde)
- 1974: Rendezvous with Rama door Arthur C. Clarke  (nl: Rendez-vous met Rama)
- 1973: The Gods Themselves door Isaac Asimov (nl: Zelfs de goden)
- 1972: A Time of Changes door Robert Silverberg
- 1971: Ringworld door Larry Niven (nl: Ringwereld)
- 1970: The Left Hand of Darkness door Ursula K. Le Guin (nl: Duisters linkerhand)
- 1969: Rite of Passage door Alexei Panshin (nl: Inwijdingsritueel)
- 1968: The Einstein Intersection door Samuel R. Delany
- 1967: Babel-17 door Samuel R. Delany (nl: Babel-17)
- 1967: Flowers for Algernon door Daniel Keyes (nl: Het genie in de muizeval)
- 1966: Dune door Frank Herbert (nl: Duin (boek))

### Novella
- 2023: Even Though I Knew the End door C.L. Polk
- 2022: And What Can We Offer You Tonight door Premee Mohamed
- 2021: Ring Shout door P. Djèlí Clark
- 2020: This Is How You Lose the Time War door Amal El-Mohtar en Max Gladstone
- 2019: The Tea Master and the Detective door Aliette de Bodard
- 2018: All Systems Red door Martha Wells
- 2017: Every Heart a Doorway door Seanan McGuire
- 2016: Binti door Nnedi Okorafor
- 2015: Yesterday's Kin door Nancy Kress
- 2014: The Weight of the Sunrise door Vylar Kaftan
- 2013: After the Fall, Before the Fall, During the Fall door Nancy Kress
- 2012: The Man Who Bridged the Mist door Kij Johnson
- 2011: The Lady Who Plucked Red Flowers beneath the Queen's Window door Rachel Swirsky
- 2010: The Women of Nell Gwynne's door Kage Baker
- 2009: The Spacetime Pool door Catherine Asaro
- 2008: Fountain of Age door Nancy Kress
- 2007: Burn door James Patrick Kelly
- 2006: Magic for Beginners door Kelly Link
- 2005: The Green Leopard Plague door Walter Jon Williams
- 2004: Coraline door Neil Gaiman
- 2003: Bronte's Egg door Richard Chwedyk
- 2002: The Ultimate Earth door Jack Williamson
- 2001: Goddesses door Linda Nagata
- 2000: Story of Your Life door Ted Chiang
- 1999: Reading the Bones door Sheila Finch
- 1998: Abandon in Place door Jerry Oltion
- 1997: Da Vinci Rising door Jack Dann
- 1996: Last Summer at Mars Hill door Elizabeth Hand
- 1995: Seven Views of Olduvai Gorge door Mike Resnick
- 1994: The Night We Buried Road Dog door Jack Cady
- 1993: City of Truth door James Morrow
- 1992: Beggars in Spain door Nancy Kress
- 1991: The Hemingway Hoax door Joe Haldeman
- 1990: The Mountains of Mourning door Lois McMaster Bujold
- 1989: The Last of the Winnebagos door Connie Willis
- 1988: The Blind Geometer door Kim Stanley Robinson
- 1987: R&R" door Lucius Shepard
- 1986: Sailing to Byzantium door Robert Silverberg
- 1985: Press Enter door John Varley
- 1984: Hardfought door Greg Bear
- 1983: Another Orphan door John Kessel
- 1982: The Saturn Game door Poul Anderson
- 1981: Unicorn Tapestry door Suzy McKee Charnas
- 1980: Enemy Mine door Barry B. Longyear
- 1979: The Persistence of Vision door John Varley
- 1978: Stardance door Spider Robinson en Jeanne Robinson
- 1977: Houston, Houston, Do You Read? door James Tiptree jr.
- 1976: Home Is the Hangman door Roger Zelazny
- 1975: Born with the Dead door Robert Silverberg
- 1974: The Death of Doctor Island door Gene Wolfe
- 1973: A Meeting with Medusa door Arthur C. Clarke
- 1972: The Missing Man door Katherine MacLean
- 1971: Ill Met in Lankhmar door Fritz Leiber
- 1970: A Boy and His Dog door Harlan Ellison
- 1969: Dragonrider door Anne McCaffrey
- 1968: Behold the Man door Michael Moorcock
- 1967: The Last Castle door Jack Vance
- 1966: He Who Shapes door Roger Zelazny (ex aequo)
- 1966: The Saliva Tree door Brian Aldiss (ex aequo)

### Novelette
- 2023: If You Find Yourself Speaking to God, Address God with the Informal You door John Chu
- 2022: O2 Arena door Oghenechovwe Donald Ekpeki
- 2021: Two Truths and a Lie door Sarah Pinsker
- 2020: Carpe Glitter door Cat Rambo
- 2019: The Only Harmless Great Thing door Brooke Bolander
- 2018: A Human Stain door Kelly Robson
- 2017: The Long Fall Up" door William Ledbetter
- 2016: Our Lady of the Open Road door Sarah Pinsker
- 2015: A Guide to the Fruits of Hawai'i door Alaya Dawn Johnson
- 2014: The Waiting Stars door Aliette de Bodard
- 2013: Close Encounters" door Andy Duncan
- 2012: What We Found door Geoff Ryman
- 2011: That Leviathan, Whom Thou Hast Made door Eric James Stone
- 2010: Sinner, Baker, Fabulist, Priest; Red Mask, Black Mask, Gentleman, Beast door Eugie Foster
- 2009: Pride and Prometheus door John Kessel
- 2008: The Merchant and the Alchemist's Gate door Ted Chiang
- 2007: Two Hearts door Peter S. Beagle
- 2006: The Faery Handbag door Kelly Link
- 2005: Basement Magic door Ellen Klages
- 2004: The Empire of Ice Cream door Jeffrey Ford
- 2003: Hell Is the Absence of God door Ted Chiang
- 2002: Louise's Ghost door Kelly Link
- 2001: Daddy's World door Walter Jon Williams
- 2000: Mars Is No Place for Children door Mary A. Turzillo
- 1999: Lost Girls door Jane Yolen
- 1998: The Flowers of Aulit Prison door Nancy Kress
- 1997: Lifeboat on a Burning Sea door Bruce Holland Rogers
- 1996: Solitude door Ursula K. Le Guin
- 1995: The Martian Child door David Gerrold
- 1994: Georgia on My Mind door Charles Sheffield
- 1993: Danny Goes to Mars door Pamela Sargent
- 1992: Guide Dog door Michael Conner
- 1991: Tower of Babylon door Ted Chiang
- 1990: At the Rialto door Connie Willis
- 1989: Schrödinger's Kitten door George Alec Effinger
- 1988: Rachel in Love door Pat Murphy
- 1987: The Girl Who Fell into the Sky door Kate Wilhelm
- 1986: Portraits of His Children door George R. R. Martin
- 1985: Bloodchild" door Octavia E. Butler
- 1984: Blood Music door Greg Bear
- 1983: Fire Watch door Connie Willis
- 1982: The Quickening door Michael Bishop
- 1981: The Ugly Chickens door Howard Waldrop
- 1980: Sandkings door George R. R. Martin
- 1979: A Glow of Candles, a Unicorn's Eye door Charles L. Grant
- 1978: The Screwfly Solution door Alice Sheldon
- 1977: The Bicentennial Man door Isaac Asimov
- 1976: San Diego Lightfoot Sue door Tom Reamy
- 1975: If the Stars Are Gods door Gordon Eklund en Gregory Benford
- 1974: Of Mist, and Grass, and Sand door Vonda N. McIntyre
- 1973: Goat Song door Poul Anderson
- 1972: The Queen of Air and Darkness door Poul Anderson
- 1971: Slow Sculpture door Theodore Sturgeon
- 1970: Time Considered as a Helix of Semi-Precious Stones door Samuel R. Delany
- 1969: Mother to the World door Richard Wilson
- 1968: Gonna Roll the Bones door Fritz Leiber
- 1967: Call Him Lord door Gordon R. Dickson
- 1966: The Doors of His Face, the Lamps of His Mouth door Roger Zelazny